# Retrophyllum vitiense
Retrophyllum vitiense là một loài thực vật hạt trần trong họ Thông tre. Loài này được (Seem.) C.N.Page miêu tả khoa học đầu tiên năm 1988 publ. 1989, chúng được tìm thấy ở Fiji, Indonesia, Papua New Guinea và quần đảo Solomon.